# Jürgen Schröder (wioślarz)
Klaus Behrens (ur. 6 marca 1940 w Grünbergu) – niemiecki wioślarz reprezentujący RFN, srebrny medalista olimpijski.

## Kariera
Wystąpił na igrzyskach olimpijskich w Tokio w 1964, gdzie Wspólna Reprezentacja Niemiec w składzie: Klaus Aeffke, Klaus Bittner, Karl-Heinrich von Groddeck, Hans-Jürgen Wallbrecht, Klaus Behrens, Jürgen Schröder, Jürgen Plagemann, Horst Meyer i Thomas Ahrens zdobyła srebrny medal w ósemkach. W wyścigu finałowym o 5,06 sekundy przegrali z osadą USA, a o 1,82 sekundy wyprzedzili osadę Czechosłowacji. Był to jego jedyny start olimpijski.
Ponadto zwyciężał w ósemkach na mistrzostwach Europy w Kopenhadze (1963) i mistrzostwach Europy w Amsterdamie(1964).
Dwukrotnie zdobywał mistrzostwo kraju: w ósemkach w latach 1964-1965. Po zakończeniu kariery ukończył studia prawnicze, następnie został sekretarzem prezydenta Komitetu Olimpijskiego RFN, Williego Daume. Następnie prowadził agencję marketingową w Monachium, jednocześnie współpracując z Zachodnioniemieckim Związkiem Wioślarskim.